# Derambila guttilinea
Derambila guttilinea là một loài bướm đêm trong họ Geometridae.